# Елово-широколиственные и смешанные леса с верховыми болотами
Елово-широколиственные и смешанные леса с верховыми болотами — государственный природный заказник (комплексный) регионального (областного) значения Московской области, целью которого является сохранение ненарушенных природных комплексов, их компонентов в естественном состоянии; восстановление естественного состояния нарушенных природных комплексов, поддержание экологического баланса. Заказник предназначен для:
- сохранения и восстановления природных комплексов;
- сохранения местообитаний редких видов растений, лишайников и животных.

Заказник основан в 1989 году. Местонахождение: Московская область, Рузский городской округ, сельское поселение Волковское, 1—2 км к северо-востоку от д. Матвейцево-1 и д. Матвейцево-2. Площадь заказника составляет 384,44 га (участок № 1 (северо-восточный) — 376,74 га, участок № 2 (юго-западный) — 7,7 га). Участок № 1 включает кварталы 11 и 17, и большую часть квартала 10 Котовского участкового лесничества Истринского лесничества. Участок № 2 включает южную обособленную часть квартала 10 Котовского участкового лесничества Истринского лесничества.

## Описание
Территория заказника находится в зоне распространения холмистых и волнистых моренных равнин на южном склоне Смоленско-Московской возвышенности, где характерно чередование холмов и межхолмовых понижений, и непосредственно включает основную поверхность моренной равнины с холмами, западинами, ложбинами стока и балками. Западины заняты болотами, которые питают левые притоки реки Вейны (правый приток реки Озерны). Абсолютные высоты в пределах заказника — 227—274 м над у.м.
Дочетвертичный фундамент местности сложен среднекарбоновыми известняками мячковского горизонта, которые прорабатывались прадолиной реки Озерны. Коренные породы перекрыты покровными суглинками, делювием и московской мореной. Днища балок заполнены пролювиальными суглинками, днища западин — торфами и оторфованными суглинками.
Для территории участка № 1 заказника характерно существенное колебание высот — более 45 м. Основная поверхность волнистой моренной равнины, занимающая абсолютные высоты 250—265 м над у.м., охватывает порядка 70 процентов площади участка № 1. Общий наклон (до 3—5°) поверхности равнины имеет юго-западное и юго-восточное направления, в сторону долины реки Вейны и её левых безымянных притоков, куда направлен гидрологический сток территории заказника. Поверхность равнины нередко осложнена искорными формами (диаметром в среднем 1,5 м, редко до 2 м и более).
Вдоль западной окраины участка № 1 заказника в юго-восточном направлении протягивается цепь моренных холмов (длиной 250—400 м, высотой 4—6 м). Крутизна склонов холмов — 3—5°. В северо-западном углу квартала 10 на вершине одного из холмов отмечается максимальная абсолютная высота в пределах территории участка (и всего заказника) — 274 м над у.м. (9 м над основной поверхностью равнины).
В западной окраине участка № 1 заказника в пределах ложбин стока расположены западины с болотными комплексами. Более крупная южная западина занята верховым болотом площадью 3 га. Верховое болото вытянуто в субмеридиональном направлении, имеет слабовыпуклый профиль поверхности и отличается большим количеством форм биогенного нанорельефа — болотными кочками (диаметром 0,3—0,4 м; высотой до 0,4 м). Вдоль восточной окраины верхового болота протягивается старая мелиоративная канава (шириной 0,5 м; глубиной 0,2 м). В 300 метрах к северу от верхового болота расположена менее крупная западина с переходным болотом, площадью 1,2 га.
Территорию участка № 1 заказника в юго-восточном направлении пересекает крупная древняя ложбина стока (длиной 2,5 км в пределах участка; шириной 300 м), в настоящее время занятая эрозионной долиной балочного типа. Ширина балки по бровкам составляет 80—100 м, по днищу — 15—20 м. Балка имеет корытообразный поперечный профиль и четкие бровки. Склоны балки слабовогнутые, крутизна склонов в их верхней части — 3—5°, средней — до 5—7° и нижней — до 10—15°. Высота бортов балки — 4—5 м. В переувлажненном днище имеется современный эрозионный врез (шириной 1,5—2 м; глубиной 0,5—0,7 м) с ручьем. Русло ручья извилистое. Крутые стенки вреза сложены суглинками, дно ручья — песчаное. В месте пересечения ручья и восточной границы участка № 1 в днище балки отмечается наименьшая абсолютная высота территории заказника (227 м над у.м.). К правому борту балки в северной части участка примыкает менее крупная балка (шириной по бровкам 30—40 м, по днищу — 10—12 м; глубиной 1,5 м) с корытообразным поперечным профилем, крутизной бортов 10—15°, плоским днищем с современным эрозионным врезом (шириной 1,5; глубиной 0,3—0,4 м) без постоянного водотока.
В юго-восточном секторе участка № 1 заказника, вдоль его границы, в субмеридиональном направлении протягивается другая эрозионная долина балочного типа (длиной 750 м; шириной по бровкам 10—15 м, по днищу 7—8 м; глубиной 2 м). Балка имеет корытообразный поперечный профиль, бровка и тыловой шов четкие и резкие, крутые склоны имеют крутизу 20—30°. На склонах балки встречаются микрооползни. Днище балки плоское с современным эрозионным врезом шириной 1—1,7 м, глубиной 0,3—0,4 м. В меженный период водоток отсутствует. Днище вреза сложено темно-бурыми влажными суглинками с тонкими прослоями темно-бежевого тонко- и среднезернистого песка.
Территория участка № 2 расположена в юго-западном углу заказника на поверхности моренной равнины с моренным холмом. Абсолютные высоты варьируют от 239 м над у.м. (в межхолмовом понижении) в юго-западном углу участка до 265 м над у.м. (вершина моренного холма) на северной границе участка.
Основные современные рельефообразующие процессы в границах заказника — эрозия и аккумуляция временных водотоков, склоновые процессы (дефлюкция и оползневые процессами) и торфонакопление (в днищах западин).
В почвенном покрове заказника преобладают дерново-подзолистые почвы на суглинистых отложениях. По днищам балок встречаются перегнойно-глеевые почвы. На верховом болоте представлены торфяные олиготрофные почвы, на переходном болоте — торфяные олиготрофные и торфяные эутрофные почвы.

### Флора и растительность
Растительный покров обоих участков заказника является весьма близким по своему составу и тесно связанным. На территории обоих участков заказника господствуют хвойно-широколиственные (смешанные) лещиновые широкотравные леса и их производные мелколиственные с участием дуба, клёна и вяза. На участке № 1 помимо этого имеются переходное и верховое болота, довольно крупные вырубки, зарастающие лиственными породами деревьев и кустарников, а также небольшие участки лесных культур.
На приподнятых поверхностях равнины, представленных на участках № 1 и № 2 заказника чередуются естественные хвойно-широколиственные леса лещиновые широкотравные и их производные осиново-березовые и березовоосиновые высокоствольные лещиновые широкотравные насаждения с участием широколиственных пород в первом, втором древесном ярусе и подросте.
В хвойно-широколиственных лесах древостой образуют ель, дуб, клен, вяз, осина и береза, при этом и широколиственные деревья, и ель участвуют в сложении всех древесных ярусов. Местами к ним примешивается ясень высокий (диаметр стволов 28—35 см). Диаметр стволов деревьев разных пород в среднем составляет от 35—40 до 50—55 см, максимальный диаметр имеют старые дубы и березы (до 65—70 см). Липа встречается очень редко, группами, диаметр стволов старых лип — 35—40 см, подрост липы сосредоточен только под этими группами деревьев. В основном подрост в смешанных лесах заказника представлен кленом, в меньшей степени — елью, ясенем, вязом, дубом и осиной, а рябина единична. Встречаются небольшие участки дубово-еловых лесов с группами высоких елей и обильным еловым подростом. Некоторые из них пострадали от короеда- типографа. Кустарниковый ярус образован лещиной, жимолостью и бересклетом бородавчатым, довольно редко встречаются крушина ломкая, калина обыкновенная и волчеягодник обыкновенный, или волчье лыко (редкий и уязвимый вид, не включенный в Красную книгу Московской области, но нуждающийся на территории области в постоянном контроле и наблюдении).
Хвойно-широколиственные леса и их производные имеют в заказнике довольно сходный видовой состав травяного яруса: в зависимости от сомкнутости крон древостоя, подроста и кустарников здесь чередуются папоротниково- зеленчуковые, зеленчуково-снытьевые и волосистоосоковые пятна. Типичными видами травяного покрова этих лесов являются зеленчук жёлтый, осока волосистая, сныть обыкновенная, копытень европейский, медуница неясная, подмаренник душистый и щитовник мужской — они встречаются повсеместно. Весной в этих лесах обильна ветреница дубравная, занесенная в Красную книгу Московской области. С меньшим обилием, но также повсеместно распространены звездчатка жестколистная, чина весенняя, ландыш майский, щитовник картузианский, кислица обыкновенная, бор развесистый, купена многоцветковая, борец высокий, колокольчик широколистный (редкий и уязвимый вид, не включенный в Красную книгу Московской области, но нуждающийся на территории области в постоянном контроле и наблюдении), костяника, овсяница высокая и шалфей клейкий, занесенный в Красную книгу Московской области. Изредка встречаются щитовник распростёртый, хвощ лесной, вороний глаз четырёхлистный, орляк, майник двулистный, воронец колосистый, фиалка удивительная, василистник водосборолистный. На участке № 1 в лесах этого типа местами отмечены подлесник европейский (редкий вид, занесенный в Красную книгу Московской области) и гнездовка настоящая (редкий и уязвимый вид, не включенный в Красную книгу Московской области, но нуждающийся на территории области в постоянном контроле и наблюдении).
На стволах старых осин, реже дубов и кленов изредка растет редкий мох — некера перистая, занесенная в Красную книгу Московской области. На старых дубах (диаметр стволов 60—70 см) в северной части участка № 1 найден редкий лишайник — бриория сивоватая. На елях встречаются лишайники из родов эверния и гипогимния, а также платизматия сизая. На нижних частях стволов осин, кленов и вязов, на старых упавших мшистых деревьях встречаются крупные слоевища пельтигеры.
Леса в южной и восточной частях участка № 1 заказника пересечены балками, где растут старые березы, осины и широколиственные породы разного возраста и высоты. На прибалочном склоне в северо-восточной части квартала 10 на границе с кварталом 11 развиты смешанные старовозрастные (диаметр стволов дуба и ели — 50—60 см, клёна — 25—27 см) леса с березой, осиной, дубом, кленом и елью сомкнутые (0,9), высокоствольные кустарниковые широкотравные с участием малины, жимолости лесной, пролесника многолетнего, борца высокого, сныти, зеленчука, щитовника мужского, медуницы неясной, шалфея клейкого, василистника водосборолистного, хвоща лесного и купены лекарственной.
В верховьях балок отмечены группы страусника, чёрной смородины, чистеца лесного и кочедыжника женского. В корытообразных расширениях, где выражена пойма ручья, встречаются ольха серая, черемуха, лещина, малина, кочедыжник женский, таволга вязолистная, крапива, кипрей волосистый, пырейник собачий, бодяк огородный, мягковолосник водяной, селезеночник очереднолистный, хвощ лесной, мята полевая, камыш лесной, овсяница гигантская, на влажной почве обилен мох — плагиомниум удлиненный.
В низовьях балок больше ольхи серой и черемухи, здесь встречаются очень старые многоствольные лещины, хвощ лесной, звездчатка жестколистная, сныть, щитовник мужской, кочедыжник женский, яснотка крапчатая, селезеночник очереднолистный, чистяк весенний, чистец лесной, недотрога обыкновенная, скерда болотная и крапива. По бровкам растут старые дубы с диаметром стволов до 80 см, реже — вязы и клёны (диаметр стволов 40 см).
В березовом лесу с подростом ели, клёна, дуба и ясеня широкотравном с пятнами осоки волосистой и звездчатки жестколистной на юге 17 квартала много медуницы неясной, копытня, зеленчука и ландыша, единичны овсяница гигантская, подмаренник душистый, щитовник мужской, кислица и грушанка круглолистная. Здесь также встречается подлесник европейский и колокольчик широколистный.
Лесные прогалины и дороги переувлажнены, здесь растут ива пепельная, таволга вязолистная, мята полевая, хвощ лесной, бодяк разнолистный, камыш лесной, овсяница гигантская, чистец лесной, незабудка болотная, ситник раскидистый и сныть, изредка — пальчатокоренник Фукса (редкий и уязвимый вид, не включенный в Красную книгу Московской области, но нуждающийся на территории области в постоянном контроле и наблюдении).
На крупной вырубке в северной части участка № 1 заказника сформировались густые плотные заросли лещины, жимолости, калины, подроста осины, березы, ивы козьей, вяза и клёна. Здесь обильны овсяница гигантская, звездчатка жестколистная, дудник лесной, хвощи лесной и луговой, щитовники мужской и картузианский, кочедыжник женский, чистец лесной, звездчатка дубравная, крапива, щучка дернистая, колокольчик широколистный.
Лесокультуры ели (возраст около 50 лет) зеленчуковые и редкотравные с копытнем, мицелисом стенным, грушанкой малой, медуницей неясной, живучкой ползучей и вероникой лекарственной встречаются изредка и небольшими участками.
По опушкам лесов растут старые березы и осины (диаметр стволов до 45 см), обилен подрост осины, ивы козьей, дуба и рябины. В травяном покрове обычны хвощ луговой, дудник лесной, щучка дернистая, ежа сборная, овсяница гигантская, марьянник дубравный, буквица лекарственная, земляника лесная, купальница европейская (редкий и уязвимый вид, не включенный в Красную книгу Московской области, но нуждающийся на территории области в постоянном контроле и наблюдении).
По ложбинам стока и на участках с близким к поверхности залеганием водоупорного горизонта в южной части 17 квартала рядом с балками распространены сырые леса с березой, осиной, черемухой и ольхой серой влажнотравно-широкотравные с пятнами малины. Диаметр стволов старых осин и берез — 45 см. Во втором древесном ярусе — клен и вяз высотой более 10 м, кустарниковый ярус образован лещиной, бересклетом бородавчатым и жимолостью. Здесь много звездчатки жестколистной, зеленчука, папоротников и сныти, встречаются осока лесная, мягковолосник водяной, овсяница гигантская и бор развесистый. На некоторых участках сформировались сероолыианики черемуховые с участием клёна (диаметр стволов 20—22 см), рябины, подростом клёна и дуба редкотравные с зеленчуком, звездчаткой жестколистной, хвощами лесным и луговым и гравилатом речным.
Узкие полосы березово-еловых и еловых чернично-хвогцево-сфагновых сообществ с крушиной ломкой, вербейником обыкновенным, хвощем лесным и зелеными мхами окружают верховое болото в северо-западной части участка № 1.
В этих местообитаниях растут также майник, черника, ожика волосистая, редко встречается ладьян трехраздельный (редкий вид, занесенный в Красную книгу Московской области). Ближе к самому болоту полоса ельника сменяется березовым сообществом с подростом ели ивняковым чернично-сфагновым с тростником южным, вейником сероватым и вербейником обыкновенным, а потом полосой сабельника болотного, вахты трехлистной, осоки вздутой и тростника.
Верховое болото сосновое пушицево-кустарничково-сфагновое с участками березового осоково-пушицево-сфагнового находится в 10 квартале заказника. Диаметр стволов сосен составляет 12-20 см, берез — 10-12 см. Густой кустарничковый ярус образован багульником болотным (обилен), миртом болотным (довольно обилен), клюквой болотной, голубикой (редко) и подбелом обыкновенным (редко). По краю болота проходит полоса заболоченного березняка с участием сосны тростниково-осоково-сфагнового с черникой по приствольным повышениям. На ветвях елей здесь растут редкие лишайники: уснея жестковолосатая (занесена в Красную книгу Московской области), бриория переплетенная, гипогимния трубчатая (занесена в Красную книгу Московской области) и эверния многообразная.
Небольшое переходное болото с березой, подростом ели и ивой пепельной осоково-сфагновое расположено в этой же части заказника но чуть севернее. Болото окружает узкая полоса березняка серовейникового. Доминируют на болоте осока волосистоплодная, с меньшим обилием встречается пушица влагалищная, вахта трехлистная и клюква болотная. Черника растет на приствольных повышениях небольшими группами. Сплошной покров образуют сфагновые мхи. На ветвях елей, реже берез довольно много эпифитных лишайников — эвернии, уснеи почти цветущей (редкий вид, занесенный в Красную книгу Московской области) и бриории переплетенной.

### Фауна
Животный мир заказника отличается хорошей сохранностью и репрезентативностью для соответствующих природных сообществ запада Московской области. На территории заказника обитает 52 вида позвоночных животных, в том числе три вида амфибий, два вида рептилий, 33 вида птиц и 14 видов млекопитающих.
Животный мир двух участков заказника, разделенных местной автодорогой является в целом единым и экологически неделимым. В этой связи далее даётся единое описание животного мира обоих участков заказника.
Ввиду отсутствия сколько-нибудь существенных водоемов в границах заказника, ихтиофауна на его территории не представлена.
Основу фаунистического комплекса наземных позвоночных животных составляют виды, характерные для хвойных и лиственных лесов Нечернозёмного центра России. Доминируют виды, экологически связанные с древеснокустарниковой растительностью (83 процента). Лугово-опушечные виды составляют 13 процентов от фауны заказника, видов, связанных с водноболотными местообитаниями не более 4 процентов. Синантропные виды — отсутствуют, что говорит о высокой степени сохранности местообитаний.
На территории заказника выделяются три основных ассоциации фауны (зооформации): лиственных лесов, хвойных лесов и лугово-опушечных местообитаний. Зооформация водно-болотных местообитаний, ввиду малой площади таких местообитаний и отсутствия полноценных водоемов, фактически не выражена.
Лесная зооформация хвойных лесов, привязанная в своем распространении на территории заказника к еловым лесам занимает преобладающую её часть. Основу населения хвойных лесов составляют: серая жаба, чиж, желтоголовый королек, белобровик, рябчик, желна, сойка, ворон, буроголовая гаичка, лесная куница, рыжая полевка, белка.
На участках лиственных лесов заказника преобладают выходцы из европейских широколиственных лесов: зарянка, чёрный дрозд, иволга, обыкновенная кукушка, пеночка-трещотка, славка-черноголовка, обыкновенный соловей, мухоловка-пеструшка, лесная мышь.
На участках старых влажных елово-широколиственных лесов встречается слизень черно-синий — редкий вид наземных моллюсков, занесенный в Красную книгу Московской области.
Также преимущественно к участкам лиственных лесов тяготеет европейская косуля — редкий вид копытных Московской области.
Во всех типах лесов заказника встречаются: зяблик, обыкновенный поползень, обыкновенная пищуха, большой пестрый дятел, вальдшнеп, обыкновенный снегирь, певчий дрозд, пеночка-весничка, пеночка-теньковка, большая синица, лазоревка, длиннохвостая синица, обыкновенная бурозубка и заяц-беляк. Среди амфибий здесь довольно многочисленны травяная и остромордая лягушки.
Зооформация лугово-опушечных местообитаний, связанная в своем распространении с лесными полянами, опушками и вырубками, представлена следующими видами птиц и млекопитающих: канюк, тетеревятник, перепелятник, лесной конек, сорока, обыкновенный крот и темная полевка. Из пресмыкающихся в этих местообитаниях отмечены живородящая и прыткая ящерицы, последний вид занесен в Красную книгу Московской области.
Во всех типах местообитаний заказника встречаются: горностай, ласка, лось, кабан, обыкновенная лисица.
В северо-западной части участка № 1 заказника в районе верхового болота с сосной имеется зимнее стойбище лосей.

## Объекты особой охраны заказника
Охраняемые экосистемы: хвойно-широколиственные лещиновые широкотравные леса и их производные мелколиственные с участием дуба, клёна и вяза лещиновые широкотравные; сырые осиново-березовые леса с черемухой и ольхой серой влажнотравно-широкотравные; переходные осоково-сфагновые и верховые кустарничково-пушицево-сфагновые болота.
Ценные природные объекты: зимнее стойбище лося.
Места произрастания и обитания охраняемых в Московской области, а также иных редких и уязвимых видов растений, лишайников и животных, зафиксированных на территории заказника, перечисленных ниже, а также европейской косули.
Охраняемые в Московской области, а также иные редкие и уязвимые виды растений:
- виды, занесенные в Красную книгу Московской области: ладьян трехраздельный, ветреница дубравная, подлесник европейский, шалфей клейкий, некера перистая;
- виды, являющиеся редкими и уязвимыми таксонами, не внесенные в Красную книгу Московской области, но нуждающиеся на территории области в постоянном контроле и наблюдении: пальчатокоренник Фукса, купальница европейская, гнездовка настоящая, волчеягодник обыкновенный или волчье лыко, колокольчики широколистный и крапиволистный.

Охраняемые в Московской области, а также иные редкие и уязвимые виды лишайников:
- виды лишайников, занесенные в Красную книгу Московской области: уснея жестковолосатая, уснея почтицветущая, гипогимния трубчатая.
- виды лишайников, редких на территории Московской области: бриория переплетенная.

Охраняемые в Московской области виды животных, занесенные в Красную книгу Московской области: слизень черно-синий и прыткая ящерица.